# 服部真和
服部 真和（はっとり まさかず、1979年 - ）は、日本の行政書士、経営者、ビジネス書作家、講演家、ギター弾き、ユーチューバー（sideB）。
2009年、「人と人を調和に導く」をコンセプトに行政書士事務所を開業。これまで 大企業から外資系企業、IT 企業、ベンチャー企業、老舗、プラットフォーマーなど数多くの新規事業創出を支援してきた。服部真和は本名だが「根回しの上手い行政書士」とも呼ばれている。
京都府出身。

## 経歴
昔はギター弾きとITコーディネータの兼業をしていた。2009年に「人と人との不一致を改善し調和させる」ことをミッションに起業し、数多くの事業創出を支援。経営者支援だけでなく行政職員、各省庁の官僚、省庁の大臣との調整を行う。
民泊トラブルなどに関し京都市からの要請を受け、民泊地域支援アドバイザーとして事業者と地域住民の調和の実現にも寄与。多数の民泊案件に関わる。
現在は、さらにNFTやDAOをはじめWEB3に関する法規制や行政手続きのデジタル化に関して各省庁に対する政策提言活動などを行っている。

## 作品

### 書籍
- 『建設業許可申請手続きマニュアル』（三修社、2013年）
- 『契約書・印紙税・消費税の知識』（三修社、2014年）
- 『ネットビジネス・通販サイト運営のための法律と書式』（三修社、2014年）
- 『許認可手続きと申請書類の書き方』（三修社、2014年）
- 『契約のしくみと契約書作成の基本』（三修社、2015年）
- 『ネットトラブルの法律知識』（三修社、2015年）
- 『ネットビジネス・通販サイト運営のための法律知識』（三修社、2016年）
- 『飲食業開業・許認可申請手続きマニュアル』（三修社、2016年）
- 『飲食業の法律問題と実務マニュアル』（三修社、2016年）
- 『建設業許可申請と経営事項審査手続きマニュアル』（三修社、2017年）
- 『実家の空き家をめぐる法律問題と対策実践マニュアル』（三修社、2017年）
- 『ネットビジネスの法律とトラブル解決法がわかる事典』（三修社、2017年）
- 『不動産ビジネスのための許認可のしくみと手続き』（三修社、2017年）
- 『許認可手続きと申請書類の書き方』（三修社、2018年）
- 『住宅宿泊事業法と旅館業法のしくみと手続き』（三修社、2018年）
- 『住宅宿泊事業法のしくみと民泊の法律問題解決マニュアル』（三修社、2018年）
- 『民泊ビジネスのための手続き・届出・許可申請と書式実践マニュアル』（三修社、2020年）
- 『建設業法と建設業許可申請のしくみと手続き』（三修社、2022年）
- 『できる社長の対人関係』（秀和システム、2023年）
- 『教養としての行政法入門』(日本実業出版社、2024年)

### 共著
- 北川ワタル『アパート・マンション・民泊経営をめぐる法律と税務』（三修社、2017年）
- 北川ワタル『空き家対策の法律・税金と活用法』（三修社、2019年）
- 小島彰『入管法・外国人雇用の法律しくみと手続き』（三修社、2019年）
- 小島彰『入管法と外国人雇用の法律問題解決マニュアル』（三修社、2019年）
- 小島彰『入管法・出入国管理申請と外国人雇用の法律知識』（三修社、2023年）

### DVD
- 『うまくいく行政書士のビジネスモデル・マーケティング思考』（日本法令、2022年）

### 作曲
- 『ROOM205』（WiT MUSIC TVオープニングテーマ、2003年）
- 『Black russian』（WiT MUSIC TVオープニングテーマ、2004年）

### その他
- 『建設業の経営、人事労務』（株式会社弁護士ドットコム『税理士ドットコムPRO 2016年7月～10月全4回シリーズ連載』）
- 『中小企業経営者のための補助金活用ガイド』（株式会社弁護士ドットコム『税理士ドットコムPRO 2016年11月～2017年2月全4回シリーズ連載』）
- 『デジタル著作権』（国立循環器病研究センター 情報セキュリティ講習会テキスト2015年2月）
- 『脳と心臓に関するクイズゲーム脚本』(国立循環器病研究センター知的資産部2013年公開)